# Jaroslav Heyrovský
Jaroslav Heyrovský (født 20. december, 1890 i Prag, Kongeriget Bøhmen, død 27. marts 1967 i Prag, Tjekkoslovakiet) var en tjekkisk kemiker og opfinder. Heyrovský var opfinderen af den polarografiske metode, og bagmanden bag den elektroanalytiske metode. Han modtog nobelprisen i kemi i 1959. Hans primære arbejdsområde var polarografi.

## Liv og karriere
Jaroslav Heyrovský blev født i Prag den 20. december 1890, som det femte barn af Leopold Heyrovský, professor i romerret på Karlsuniversitetet, og hans kone Clara, født Hanl von Kirchtreu. Han gik i skole indtil 1909, hvorefter han begyndte at studere kemi, fysik og matematik på Karlsuniversitetet i Prag. Fra 1900 til 1914 fortsatte han sine studier på University College London, under professorerne Sir William Ramsay, W. C. McC. Lewis og F. G. Donnan, hvor han tog sin bachelorgrad 1913. Han blev særligt interesseret i at arbejde sammen med professor Donnan om elektrokemi.
Under første verdenskrig arbejdede Heyrovský på et militærhospital som kemiker og radiolog, hvilket gjorde ht han kunne fortsætte sine studier og tage en Ph.d. i Prag i 1918 og en doktorgrad i London i 1921.
Heyrovský startede sin universitetskarriere som assistent for professor B. Brauner på Institut for Analytisk Kemi på Karluniversitet i prag, og han blev udnævnt til lektor i 1922, og i 1926 blev han universitetets første professor i fysisk kemi.
Heyrovskýs opfindelse af den polarografiske metode dateres til 1922, og han koncentrerede hele sin videre karriere på udviklingen af denne nye gren inden for elektrokemi. Han startede en skole for tjekkiske polarografer på universitet og han var selv i front inden for forskning på området. I 1950 blev Heyrovský udnævnt som direktør for det nystartede Polarografisk Institut, der var blevet inkorporeret i Československá akademie věd (Tjekkoslovakisk Akademi for Naturvidenskab) siden 1952.

## Privatliv
I 1926 giftede professor Heyrovský sig med Marie (Mary) Koranová. Parret fik to børn, en datter ved navn Judith, og en søn ved navn Michael.
Jaroslav Heyrovský døde den 27. marts 1967. Han blev begravet på Vyšehrad kirkegård i Prag.

## Priser og hædersbevisninger
Mange universiteter og andre uddannelsesinstitutioner har hædret Heyrovský. Han blev valgt som Fellow of University College, London i 1927, og modtog et æresdoktorat på Technische Universität Dresden i Tyskland i 1955, Warszawa Universitet i Polen i 1956, Aix-Marseille Université i Frankrig i 1959 og Sorbonne (Paris Universitet) i 1960.
Han blev æresmedlem af American Academy of Arts and Sciences i 1933; i Ungarns Academy of Sciences i 1955; Indiens Academy of Sciences, Bangalore, i 1955; Polens Academy of Sciences, Warsawa, i 1962. I 1955 blev han valgt som Corresponding Member of the German Academy of Sciences i Berlin; medlem af Tysklands Academy of Natural Scientists, Leopoldina (Halle-Saale) i 1956; medlem af Videnskabernes Selskab i København i 1962; Vice-præsident for International Union of Physics fra 1951 to 1957; Præsident og første æresmedlem af Polarographic Society i London; æresmedlem af Polarographic Society of Japan; æresmedlem af Chemical Societies i Tjekkoslovakiet, Østrig, Polen, England og Indien. I 1965 blev Heyrovský Foreign Member af Royal Society (ForMemRS).
I Tjekkoslovakiet modtog han State Prize af første grad i 1951, og i 1955 Order of the Czechoslovak Republic.
Heyrovský underviste i polarografi i USA i 1933, i Sovjetunionen i 1934, England i 1946, Sverige i 1947, Kina i 1958 og i Forenede Arabiske Republik (Egypten) i 1960 og 1961.
Månekrateret Heyrovský er opkaldt efter ham.